# KINDS
KINDS（カインズ、Korean Integrated News Database System、韓国統合ニュース・データベース・システム）は、韓国言論振興財団が運営する公益的性格の記事検索サイト。
日刊の全国総合紙や経済新聞、地方紙の記事、テレビ・ニュースなどを同時に検索することが出来る。一般人の日常的な記事検索から、言論研究や社会、文化分野の学問的研究にまで活用出来るように、主題別検索、分野別検索、複合検索などを提供している。さらにインターネットが普及する以前の1960年代から1989年までの新聞についても『京郷（キョンヒャン）新聞』や『東亜日報』などの新聞記事を検索することが出来る。